# Премия TVyNovelas за лучший телесериал
Премия TVyNovelas за лучший телесериал Мексики (исп. Mejor serie hecha en México ) — престижная ежегодная награда, вручаемая лучшему мексиканскому телесериалу, присуждаемая в рамках премии TVyNovelas.
Первая награда в данной номинации была вручена в 2008 году Алексису Айале и Марко Винисио за сериал «Пантера».
В 2015, 2016 и 2019 годах премия в этой номинации не вручалась.

## Номинанты и победители
В списке приведены сведения о номинантах и победителях, сгруппированные по церемониям (годам) и десятилетиям. В таблицы включены имена исполнительных продюсеров и названия телесериалов, за которые получена номинация.
Победители каждого года указаны первыми в списке, выделены полужирным шрифтом на золотом фоне.

### 2000-е
| Год  | Исполнительный продюсер | Название теленовеллы                                                                               |
| ---- | ----------------------- | -------------------------------------------------------------------------------------------------- |
| 2008 | Пантера                 | Алексис Айала и Марко Винисио                                                                      |
| 2008 | М13ДОС                  | Билли Ровзар, Фернандо Ровзар, Алехандро Лосано, Уртси Алехандре, Фернандо Саенс и Алексис Фридман |
| 2008 | Секс и другие секреты   | Бенжамин Канн, Хавьер Уильямс и Андреа Салас                                                       |
| 2008 | И что теперь делать?    | Адаль Рамонес и Эдуардо Суарес Кательот                                                            |
| 2009 | Женщины убийцы          | Педро Торрес                                                                                       |
| 2009 | Пантера                 | Алексис Айала и Марко Винисио                                                                      |
| 2009 | Благородные мошенники   | |
| 2009 | Секс и другие секреты   | Бенжамин Канн, Хавьер Уильямс и Андреа Салас                                                       |
| 2009 | Терминал                | Бенжамин Канн                                                                                      |

### 2010-е
| Год  | Исполнительный продюсер               | Название теленовеллы                           |
| ---- | ------------------------------------- | ---------------------------------------------- |
| 2010 | Мария, одна из ангелов                | Mara Escalante и André Barren                  |
| 2010 | Пантера                               | Алексис Айала и Марко Винисио                  |
| 2010 | Благородные мошенники                 |                                                |
| 2011 | Крики смерти и свободы                | Леопольдо Гомес и Бернардо Гомес               |
| 2011 | Братья и детективы                    | Хваьер Г. Уильямс                              |
| 2011 | Безумство любви                       | Кармен Армендарис                              |
| 2011 | Благородные мошенники                 |                                                |
| 2012 | Орлиное очарование                    | Бернардо Гомес, Леопольдо Гомес и Педро Торрес |
| 2012 | Герои севера                          | Густаво Лоса                                   |
| 2012 | Женщиты убийцы 3                      | едро Торрес                                    |
| 2013 | Герои севера                          | Густаво Лосa                                   |
| 2013 | Хлороформ                             | Густаво Лосa                                   |
| 2013 | Мисс XV                               | Педро Дамиан                                   |
| 2014 | Мария, одна из ангелов                | Педро Ортис де Пинедо и Мара Эскаланте         |
| 2014 | Выходи за меня замуж, любимая         | Кармен Армендарис                              |
| 2014 | Сплетница: Акапулько                  | Педро Торрес                                   |
| 2014 | Новая жизнь                           | Луис де Льяно Маседо                           |
| 2017 | Женщины в чёрном                      | Карлос Морено                                  |
| 2017 | Голубой демон (исп. Blue Demon)       | Даниэль Укрос                                  |
| 2017 | Логин (исп. Login)                    | Карлос Маргуйя                                 |
| 2017 | Яго                                   | Кармен Армендарис                              |
| 2018 | Сегодня всё изменится                 | Рубен Халиндо и Сантьяго Халиндо               |
| 2018 | Догма (исп. Dogma)                    | Леонардо Симброн и Моника Варгас Селис         |
| 2018 | Однажды в сказке (исп. Érase una vez) | Питипол Ибарра                                 |

## Рекорды и достижения
- Сериал, получивший наибольшее количество наград (2):
  - Мария, одна из ангелов
- Сериал, имеющий самое большое количество номинаций (3):
  - Благородные мошенники
  - Пантера
- Сериал, имеющий самое большое количество не выигранных номинаций (3):
  - Благородные мошенники
- Сериал, выигравший номинацию с самым маленьким интервалом между победами:
  - Мария, одна из ангелов — 4 года